# 东溪镇 (忠县)
东溪镇，是中华人民共和国重庆市忠县下辖的一个乡镇级行政单位。

## 行政区划
东溪镇下辖以下地区：
东溪社区、华兴村、钟溪村、兴旺村、双新村、宝珠村、永华村、翠屏村和天堑村。